# La traición de las imágenes
La traición de las imágenes (en francés: La Trahison des images; 1928–1929), es una serie de cuadros del pintor surrealista belga René Magritte. 
Los cuadros se hicieron famosos por su inscripción (en francés), Ceci n'est pas une pipe, la cual en castellano significa: «Esto no es una pipa». Los cuadros están actualmente en el Museo de Arte del Condado de Los Ángeles (LACMA) en Los Ángeles, California, y en la Colección Menil en Houston, Texas.
El cuadro muestra una pipa con la inscripción: «Ceci n'est pas une pipe» («Esto no es una pipa»). El cuadro no es una pipa, sino una imagen de una pipa. Como Magritte dijo: «La famosa pipa. ¡Cómo la gente me reprochó por ello! Y sin embargo, ¿se podría rellenar? No, sólo es una representación, ¿no lo es? ¡Así que si hubiera escrito en el cuadro "Esto es una pipa", habría estado mintiendo!» (citado en Harry Torczyner, Magritte: Ideas and Images, p. 71).
Magritte utilizó el mismo estilo y efecto en su cuadro de 1930, La llave de los sueños.

## Literatura y crítica
El filósofo francés Michel Foucault habla del cuadro y su paradoja en su libro de 1973 Ceci n'est pas une pipe.
En el libro Understanding Comics de Scott McCloud, el cuadro aparece en la introducción del segundo capítulo. McCloud señala que la versión que aparece en su libro no sólo no es una pipa, sino que son algunas copias impresas de un cuadro de una pipa.
Douglas Hofstadter también habla de este cuadro y otras imágenes similares en su libro Gödel, Escher, Bach: un Eterno y Grácil Bucle, un tratado sobre sistemas formales e inteligencia.
También es muy mencionada esa frase en el libro The Fault in Our Stars (Bajo La Misma Estrella). El tema lo trata el Prof. Enrique Bocardo en el ensayo "La Trahison des Images".